# غروفر واشنطن جونيور
غروفر واشنطن جونيور (بالإنجليزية: Grover Washington, Jr.)‏ هو عازف جاز وملحن أمريكي، ولد في 12 ديسمبر 1943 في بوفالو في الولايات المتحدة، وتوفي في 17 ديسمبر 1999 في نيويورك في الولايات المتحدة بسبب نوبة قلبية.

## وصلات خارجية
- الموقع الرسمي
- غروفر واشنطن جونيور على موقع IMDb (الإنجليزية)
- غروفر واشنطن جونيور على موقع ميوزك برينز (الإنجليزية)
- غروفر واشنطن جونيور على موقع أول ميوزيك (الإنجليزية)
- غروفر واشنطن جونيور على موقع ديسكوغز (الإنجليزية)
- غروفر واشنطن جونيور على موقع قاعدة بيانات الفيلم (الإنجليزية)